# 1991 (EP)
1991 é um extended play da rapper e cantora Azealia Banks. Lançado em 28 de maio de 2012 pela Polydor Records no Reino Unido e um dia depois pela Interscope Records nos Estados Unidos. O primeiro single do EP, "212", lançado em 6 de dezembro de 2011.

## Faixas
| Versão padrão  |                              |                                                    |                |         |  |
| N.º            | Título                       | Compositor(es)                                     | Produtor(es)   | Duração |  |
| 1.             | "1991"                       | Azealia Banks, Kevin "SB" James, Travis W. Stewart | Jef Martens    | 3:30    |  |
| 2.             | "Van Vogue" (Includes Outro) | Banks, Stewart                                     | Martens        | 5:57    |  |
| 3.             | "212" (com Lazy Jay)         | Banks, Martens                                     | Martens        | 3:24    |  |
| 4.             | "Liquorice"                  | Banks, Matthew Cutler                              | Martens        | 3:17    |  |
| Duração total: | Duração total:               | Duração total:                                     | Duração total: | 16:06   |  |

## Desempenho nas tabelas musicais
| Paradas musicais (2012)                   | Maior posição |
| ----------------------------------------- | ------------- |
| Austrália - Australian Urban Albums Chart | 18            |
| Estados Unidos - Billboard 200            | 200           |
| Estados Unidos - Top Heatseekers          | 1             |
| Estados Unidos - Rap Albums               | 12            |
| Estados Unidos - R&B/Hip-Hop Albums       | 17            |